# Ernst Hufschmid
Ernst Hufschmid est un footballeur puis entraîneur international suisse, né le 4 février 1913 à Bâle (Suisse) et mort le 30 novembre 2001. Il évolue au poste de milieu de terrain au FC Bâle avec qui il remporte la Coupe de Suisse en 1933. Il compte onze sélections pour un but inscrit en sélection suisse et dispute la Coupe du monde 1934.
Devenu entraîneur, il dirige notamment le FC Bâle et le FC Nordstern Bâle.

## Biographie
Ernst Hufschmid joue au FC Biel-Bienne puis, rejoint le FC Bâle en 1929. Il remporte avec ce club la Coupe de Suisse en 1933 et, sportif accompli, il remporte également le titre de champion de Suisse de water-polo avec le FC Bale en occupant le poste de gardien.
Il connaît sa première sélection en équipe nationale, le 19 juin 1932 face à la Hongrie, une victoire trois buts à un. Heini Müller le convoque pour participer à la Coupe du monde 1934 en Italie, où la sélection parvient jusqu'en quart-de-finale. Il connaît sa dernière sélection en novembre 1934 face aux Pays-Bas.
Relégué en deuxième division avec son club en 1939, il retrouve la première division en 1942 et, devient en 1947, entraîneur-joueur de l'équipe puis, entraîneur à temps complet seulement jusqu'en 1952. Il dirige également en 1955 et 1956 la sélection de Bâle et, en 1956-1957 le FC Nordstern Bâle.